# Prix de la Concorde
Le Prix de la Concorde (en estonien : Koosmeele auhind) est un prix décerné par la Fondation Estonie ouverte pour reconnaître la contribution de personnes ou d'organisations au développement d'une société ouverte.
Le prix est décerné en avril annuellement depuis 1997. 

## Lauréats
Les lauréats du prix sont:
- 1997 – Eugenia Gurin-Loov, Tõnu Karu,
- 1998 – Lagle Parek, Andrei Hvostov, Larissa Vassiltšenko
- 1999 – Tamara Miljutina, Aili Kogerman,
- 2000 – Rein Taagepera, Marju Lauristin, Aleksandr Zukerman, Mihhail Vladislavlev
- 2001 – Mihkel Mutt, Nelli Kalikova, Natalja Jalviste
- 2002 – David Vseviov, Aleksei Turovski, Maimu Berg
- 2003 – Kaiu Suija, Katri Raik,
- 2004 – Ülle-Marike Papp, Evi Arujärv, Ülo Mattheus
- 2005 – Vira Konõk
- 2006 – Margit Sutrop
- 2007 – Allar Jõks, Ülle Aaskivi
- 2008 – Ahto Lobjakas, Ivan Makarov
- 2009 – Kolga Keskkool
- 2010 – Ivar Tallo
- 2011 – Imbi Paju, Kadri Ibrus
- 2012 – Tiina Kangro
- 2013 – La fondation Noored Kooli
- 2014 – Kersti Kaljulaid
- 2015 – Müürileht
- 2016 – Postimees